# Lúčka (okres Sabinov)
Lúčka je obec na Slovensku v okrese Sabinov. V roce 2013 zde žilo 687 obyvatel. První písemná zmínka o obci pochází z roku 1323.